# Atterseekreis
Der 1971 gegründete Atterseekreis verstand sich als Gesprächskreis der Liberalen innerhalb der Freiheitlichen Partei Österreichs (FPÖ) und Gegengewicht gegen die extrem deutschnationalen Tendenzen in dieser Partei. Die aus dem Ring Freiheitlicher Studenten (RFS) kommende Gruppierung wurde vom Bundesparteiobmann Friedrich Peter gefördert. Einer seiner Nachfolger, Norbert Steger, war ihr erster Vorsitzender. Der spätere Bundesparteiobmann der FPÖ Jörg Haider mied den Kreis, weil er hier als Gleicher unter Gleichen auftreten hätte müssen. Etliche Mitglieder des Kreises machten unter der Vizekanzlerschaft Stegers Karriere, beispielhaft seien genannt Friedhelm Frischenschlager, Volker Kier, Helmut Krünes und Norbert Gugerbauer. Nach dem rechtspopulistischen Führungswechsel innerhalb der FPÖ im Jahr 1986 wurde der Atterseekreis aufgelöst, seine führenden Mitglieder wanderten in die Wirtschaft ab. Die Nationalrätin und stellvertretende Bundesparteiobfrau Heide Schmidt fungierte allerdings noch eine Zeitlang als sogenannte „Vorzeigeliberale“ der Partei, bis auch sie 1993 aus der FPÖ austrat und das Liberale Forum mitbegründete.
Wiedergründung 2012
Im Jahre 2012 wurde der Atterseekreis auf Initiative des oberösterreichischen FPÖ-Landesobmannes Manfred Haimbuchner in Nußdorf am Attersee wiederbelebt. Vorsitzender war bis März 2017 der ehemalige freiheitliche Budgetsprecher im Nationalrat Alois Gradauer. Im März 2017 folgte ihm in dieser Funktion der Klubdirektor des freiheitlichen Parlamentsklubs im Nationalrat Norbert Nemeth nach. Der Vereinssitz des seit der Wiedergründung streng wirtschaftsliberal orientierten Vereins befindet sich bei der FPÖ-Landesgeschäftsstelle in Linz, die Finanzierung erfolgt teilweise über das Land Oberösterreich. 2017 erhielt der Verein etwa 70.000 Euro als "Förderung von Volksbildungseinrichtungen". Im Zeitraum von 2018 bis 2021 förderte das Land Oberösterreich den „Atterseekreis“ mit rund einer halben Million Euro.
Der auf Betreiben Haimbuchners reaktivierte und nunmehr national ausgerichtete „Freiheitliche Arbeitskreis Attersee“ unterscheidet sich inhaltlich von seinem liberalen Vorgänger. Nemeth bezeichnete den aktuellen Atterseekreis als Akteur einer „konservativen Kulturrevolution“. In einem 2015 von Haimbuchner und Gradauer unter dem Titel „Mut zur Wahrheit“ herausgegebenen Buch wurden u. a. die Erhöhung des Pensionsantrittsalters, die Reduktion von Mindestpensionen und Mindesteinkommen, der Abbau von Klimaschutzvorschriften und die Wertung des ersten Krankheitstages als Urlaub gefordert. Haimbuchner wies in dem Buch darauf hin, dass hier auch Thesen vertreten seien, die nicht der Linie der FPÖ entsprächen. Im Vorwort des Buchs führten Haimbuchner und Gradauer aus, dass hohe Steuern sowie Umweltstandards und „absurde“ Klimaschutzgesetzgebung die industrielle Basis gefährden würden, die Basis für Arbeit und Wohlstand sei. Robert Nemeth tritt als Herausgeber des laut Dokumentationsarchiv des Österreichischen Widerstandes rechtsextremen „Attersee-Reports“, einer Quartalszeitschrift, auf.